# Magali (écrivain)
Magali est un des pseudonymes de Jeanne Philbert romancière française, née à Limoux le 6 mars 1898 et morte le 5 février 1986 à Narbonne. Elle écrit principalement des romans sentimentaux.

## Biographie
Magali naît à Limoux le 6 mars 1898. Après la mort de sa mère, son père, négociant en vins, la confie à des tantes qui tiennent un commerce de confection. Élève au lycée de Carcassonne, elle écrit une lettre au poète Frédéric Mistral dans laquelle elle lui avoue son admiration. Celui-ci lui répond et une longue correspondance s'installe jusqu'à sa mort en 1914. Dans ses lettres, Frédéric Mistral la surnomme « Magali ».
En 1915, sans terminer ses études, elle s'installe en Algérie où elle devient institutrice. Quelques années plus tard, elle revient en France pour s'occuper d'une ferme qui appartenait à son père. Elle y vit avec sa fille, née hors mariage des suites d'une liaison avec un aviateur,. En 1927, après avoir fourbi sa plume en étant l'auteur caché de plusieurs romans, elle rencontre le succès avec Le Jardin enchanté, un livre pour jeunes femmes qu'elle signe Magali et qui lui vaut d'être couronnée par le 1er prix Max du Veuzit. Très vite, elle dispute à Delly la prédilection d'un vaste public féminin pour ses aventures à l'eau de rose. En 1929, elle entre dans la collection blanche des Éditions Jules Tallandier. Dès l'année suivante, elle multiplie les parutions sous différents pseudonymes, au point de devoir recourir, à son tour, à l'aide de plusieurs prête-plumes : une centaine de titres est en effet publiée en dix ans. Mais en 1940, la liste Otto ayant recensé L'Enveloppe aux cachets bleus parmi les livres censurés en France occupée, elle se réfugie à Toulouse. Là, par la suite, elle se met au service des Éditions Chantal. En utilisant la publication de romans d'amour comme couverture, elle imprime toutes sortes de documents pour la Résistance.
Après guerre, le succès de « La Femme aux 100 romans » – comme on la surnomme désormais – se renouvelle au Canada, et particulièrement au Québec, où elle se rend régulièrement. En 1947, elle épouse Joseph Corradot, un ancien combattant, écrivain et musicien, et le couple déménage à Rueil-la-Gadelière, en Eure-et-Loir. Leur maison, située dans le hameau de La Tourillière, est immédiatement voisine de celle du grand peintre fauve Maurice de Vlaminck, avec lequel Magali se lie d'amitié et auprès duquel elle est d'ailleurs enterrée dans le cimetière communal. En 1954, elle reçoit la médaille de la Résistance et la croix de chevalier de la Légion d'honneur. De 1976 à 1984, elle reste vice-présidente de la Société des gens de lettres, et, en 1985, elle reçoit le prix Paul-Féval pour l'ensemble de son œuvre.

## Œuvres
- Le Cœur de Tante Miche, éditions du « Petit écho de la mode nationale », 1929
- La Maison du sortilège, éditions du « Petit écho de la mode nationale », 1930
- Ève enchaînée, éditions du « Petit écho de la mode nationale », 1931
- Martine au cœur secret, éditions du « Petit écho de la mode nationale », 1931
- Cœur de flamme, Tallandier, 1932
- Dans la geôle enchantée, Société d'éditions publications et industries annexes, 1934
- La Messagère, Tallandier, 1936
- La Jeune Fille d'en face, Tallandier, 1936
- La Reine prisonnière, Tallandier, 1937
- Le Valet de cœur, Collection Parisienne, 1938
- Le Bouquet de saladelles..., Tallandier, 1941
- Un baiser sur la route, Tallandier, 1942
- L'Homme du ranch, Le cercle romanesque, 1961
- Sa dernière soirée, Tallandier, 1961
- Un baiser pour Cécilia, Tallandier, 1966
- Sibyl et le baron des neiges, Tallandier, 1961
- Idylle en montagne, Chantal, 1930
- La Dernière Parade, S.E.P.E., 1932
- Un mari tombé du ciel, Tallandier, 1936
- Le mariage romanesque, Amiot-Dumont, 1949
- Pour conquérir un cœur, Amiot-Dumont, 1949
- La nuit de l'enchantement, Amiot-Dumont, 1951
- Un jour, tu sauras, Tallandier, 1959
- Le Château des cœurs perdus, Tallandier, 1963
- Pour une orchidée, Tallandier, 1974
- Un amour comme le nôtre, Tallandier, 1937
- L'Aventure jamaïquaine, Tallandier, 1954
- Rencontre dans la brume, Le cercle romanesque, 1964
- Les Couleurs du rêve, Tallandier, 1953
- Imprudente Catherine, Tallandier, 1956
- La Princesse aux dollars, Tallandier, 1967
- Retour dans la nuit, Tallandier, 1967
- L'Usurpatrice, Tallandier, 1966
- L'amour sera du voyage, Tallandier, 1960
- Le Miraculeux Voyage, Tallandier, 1963
- Sa dernière soirée, Tallandier, 1961
- Le Royaume évanoui, Tallandier, 1965
- Autant en emporte l'amour, Tallandier, 1959
- L'Homme d'un seul amour, Tallandier, 1963
- Pour devenir Lady, Tallandier, 1936
- Un jour tu sauras, Tallandier, 1959
- Rendez-vous sous les palmes, Tallandier, 1975
- Rendez-vous au bord du fleuve, Tallandier, 1954
- L'Invitée du week-end, Tallandier, 1970
- La Crique aux bleuets, Tallandier, 1971
- Un sourire d'homme, Tallandier, 1966
- Flammes andalouses, Tallandier, 1960
- L'Étrange Hyménée, Tallandier, 1958
- Flash sur deux cœurs, Tallandier, 1978
- La Voyageuse clandestine, Tallandier, 1953
- Le bonheur est pour demain, Tallandier, 1980
- C'est arrivé à Mexico, Tallandier, 1957
- La Sorcière de la mer, Tallandier, 1973
- Castel-Pirate, Tallandier, 1952
- L'amour sera du voyage, Tallandier, 1949
- Anita et sa chimère, Tallandier, 1931
- Ariane, mon amour, Tallandier, 1947
- Jusqu'à ce que la mort nous sépare, Tallandier, 1956
- Sa femme est une meurtrière, Tallandier, 1959
- L'Homme du ranch, Tallandier, 1961
- Le Prince du désert, Tallandier, 1983
- Un couple dans le vent, Tallandier, 1970
- Belle-de-Mai, Tallandier, 1962
- Le Bouquet d'iris bleus, Tallandier, 1983
- Un amour sauvage, Tallandier, 1977
- Un soir de carnaval, Tallandier, 1976
- Le Déchirant retour, Tallandier, 1976
- L'Heure de vérité, Tallandier, 1975
- L'Armoire normande, Tallandier, 1934
- Celle qui s'en alla, Tallandier, 1974
- La Bague au doigt, Tallandier, 1968
- Rêve perdu, Tallandier, 1974
- Le Déchirant Retour, Tallandier, 1976
- L'Homme des pistes, Tallandier, 1973
- Le Remplaçant, Tallandier, 1972
- À quoi pensais-tu Marion ?, Tallandier, 1969
- Le Passager du "Bonaventure", Tallandier, 1971

### Sous le pseudonyme de Claude Desvalliers
- Jacqueline et son chauffeur, 1929
- Princesse de dancings, 1929
- L'Étoile du cirque..., 1930
- La Maison possédée, 1930
- Le Destin de Suzy, 1930
- Le Secret de Flora, 1930
- Pour conquérir un cœur, 1930
- Pour l'amour de Claire, 1931
- Le Roman d'une jeune fille, Ferenczi, 1931
- La Petite sans dot, 1931
- Princesse d'un jour, 1931
- Quand le cœur fleurit, 1931
- Sous le masque de chair, 1931
- L'Amazone inconnue, Fayard, 1932
- Le Cadeau tragique, 1932
- Les Deux Rapts, 1933
- La Fiancée aux cheveux d'or, 1933
- Devant l'amour vainqueur, Fayard, 1934
- Après le drame..., 1934
- Un cœur et des millions, 1934
- Princesse de songe..., 1935
- Le Secret de son cœur, 1935
- Son tragique secret, 1936
- La Femme au cabriolet, 1936
- Nicette se marie, 1937
- La Passagère inconnue, 1938
- Fille de bagnard, 1939
- Le Secret de la vieille horloge, Fayard, 1938
- L'Oncle Théo, 1938
- Le Monsieur de Carpentras, 1938
- L'Ombre du passé, 1928
- L'Amoureuse Aventure, 1946
- Maurice le mystérieux, 1946
- La Chanson du matin, 1946
- Sous le masque de chair, Fayard, 1955

### Sous le pseudonyme de Michel Cerdan
- L'Inconnue du ravin d'Enfer, 1932
- Claude Réal, reine de beauté, 1932
- La Femme sans bonheur, 1932
- La Vengeance de Marie-Lou, 1933
- Le Crime du beau François, 1933
- Les Cœurs esclaves..., 1934
- La Maison du bord de la route, 1934
- Le Collier de perles noires, 1934
- Mariage manqué, 1935
- Pour les yeux d'une blonde, 1935
- Le Prince Misère, 1936
- Une femme en détresse, 1937
- La Fiancée prisonnière, 1938
- La Fiancée de la dune, 1938

### Sous le pseudonyme d'André de Surty
- Secret de femme, 1952

### Sous le pseudonyme de Michel de Surty
- Rêve de midinette
- Bonheur en péril, Ferenczi, 1953
- Amour d'Outre-mer, Ferenczi, 1945
- Quand l'amour s'en mêle

### Sous le pseudonyme de Sylvaine
- La Sirène au bikini, Ferenczi, 1954
- Le Bateau de rêve, Ferenczi, 1950
- Le Tendre Ennemi, Ferenczi, 1953